# Berndt Wijkander
Berndt Evert Wijkander, född 31 mars 1859 i Sunne, Värmlands län, död 21 januari 1925 under en tillfällig vistelse i Saltsjöbaden, var en svensk bergsingenjör och företagsledare.

## Biografi
Wijkander var son till officeren och politikern Theodor Wijkander och genomgick Kungliga Tekniska högskolan och Bergshögskolan 1875–1878, var 1880–1884 ingenjör och förvaltare vid Rämens bruk, 1886–1889 ingenjör vid Uddeholmsverken, 1889–1890 vid Stora Kopparbergs bergslag (Domnarvet), disponent vid AB Rämen-Liljendal 1890–1894, vid AB Mölnbacka-Trysil 1894–1898 samt vid AB Bofors-Gullspång 1898–1918. Under hans 20-åriga disponentskap blev verkstäderna vid Bofors fullständigt ombyggda, utvidgade och moderniserade, varigenom verket utvecklades till ett av landets största järnförädlingsverk och brukets tillverkning av krigsmateriel i hög grad utvidgades.
År 1898 invaldes han i Järnverksföreningens styrelse. Hans livliga intresse för arbetarfrågor och stora förmåga att behandla arbetare föranledde ledamotskap i en 1904 tillsatt kommitté, vars arbete resulterade i bildandet av Järnbruksförbundet; i dess styrelse kom han in 1906 och valdes till dess fullmäktig i Svenska arbetsgivareföreningen. Han var Järnbruksförbundets ordförande 1906–1910 och från 1917. Från 1907 var han ordförande i Svenska arbetsgivareföreningens fullmäktige och från 1917 vice ordförande i föreningens styrelse. Wijkander utsågs 1918 till ledamot av Arbetstidskommittén och förordnades 1919 till ledamot av Arbetsrådet. 1910 valdes han till e.o. och 1918 till ordinarie fullmäktig i Jernkontoret. Han var även ordförande i styrelsen för Norrbottens järnverksaktiebolag från 1917, Svenska järnverkens träkolsförening (från 1918) samt i styrelserna för Svenska trädestillationsverken (sedan 1920). I Stora Kopparbergs bergslags AB och Söderfors bruks AB var han från 1921 vice ordförande, och 1923 inträdde han som ordförande i AB Svenska Handelsbankens styrelse. Hans äldre bror Theodor Wijkander hade suttit som Handelsbankens ordförande 1909–1912.
År 1922 tilldelade honom Jernkontoret sin stora guldmedalj. Tillsammans med en vän gjorde Wijkander 1918 två donationer, vardera på 100,000 kronor, att förvaltas av Jernkontoret. Avkastningen av den ena skulle utgå till stipendier för studerande vid tekniskt läroverk (med företräde för son till person anställd vid Bofors bruk), av den andra till understöd åt änkor efter personer anställda vid detta bruk och åt äldre ogifta kvinnor där. 
Hans son Evert Wijkander var också bergsingenjör och kom senare att bli verkställande direktör för AB Bofors, i princip samma befattning som Berndt Wijkander hade haft 1898–1918. De är begravda på Norra begravningsplatsen utanför Stockholm.